# Washington Bullets 1994-1995
La stagione 1994-95 dei Washington Bullets fu la 34ª nella NBA per la franchigia.
I Washington Bullets arrivarono settimi nella Atlantic Division della Eastern Conference con un record di 21-61, non qualificandosi per i play-off.

## Roster
| N°   | Naz.                   | Ruolo | Sportivo         | Anno | Alt. | Peso |
| ---- | ---------------------- | ----- | ---------------- | ---- | ---- | ---- |
| 00   | Stati Uniti (bandiera) | C     | Kevin Duckworth  | 1964 | 213  | 125  |
| 2-31 | Stati Uniti (bandiera) | G     | Brian Oliver     | 1968 | 193  | 95   |
| 2    | Stati Uniti (bandiera) | AC    | Chris Webber     | 1973 | 206  | 111  |
| 3    | Stati Uniti (bandiera) | G     | Rex Chapman      | 1967 | 193  | 84   |
| 4    | Stati Uniti (bandiera) | G     | Scott Skiles     | 1964 | 185  | 82   |
| 5    | Stati Uniti (bandiera) | A     | Juwan Howard     | 1973 | 206  | 109  |
| 14   | Stati Uniti (bandiera) | G     | Doug Overton     | 1969 | 191  | 86   |
| 15   | Stati Uniti (bandiera) | A     | Kenny Walker     | 1964 | 203  | 95   |
| 21   | Stati Uniti (bandiera) | A     | Anthony Tucker   | 1969 | 203  | 100  |
| 22   | Stati Uniti (bandiera) | C     | Jim McIlvaine    | 1972 | 216  | 109  |
| 24   | Stati Uniti (bandiera) | A     | Tom Gugliotta    | 1969 | 208  | 109  |
| 32   | Stati Uniti (bandiera) | GA    | Mitchell Butler  | 1970 | 196  | 95   |
| 33   | Stati Uniti (bandiera) | A     | Larry Stewart    | 1968 | 203  | 100  |
| 34   | Stati Uniti (bandiera) | A     | Don MacLean      | 1970 | 208  | 107  |
| 40   | Stati Uniti (bandiera) | GA    | Calbert Cheaney  | 1971 | 201  | 95   |
| 77   | Romania (bandiera)     | C     | Gheorghe Mureșan | 1971 | 231  | 137  |

## Staff tecnico
- Allenatore: Jim Lynam
- Vice-allenatori: Bob Staak, Derek Smith